# Juan Bautista Torales
Juan Bautista Torales (Luque, Paraguay, 9 de marzo de 1956) es un exfutbolista paraguayo que jugaba en la posición de defensa que además fue campeón con la selección de su país de la Copa América 1979 y participó en la Copa Mundial de Fútbol de la FIFA 1986. Actualmente es comentarista deportivo en un canal de televisión paraguaya.

## Clubes
| Club             | País     | Año         |
| ---------------- | -------- | ----------- |
| Sportivo Luqueño | Paraguay | 1976 - 1981 |
| Libertad         | Paraguay | 1981 - 1991 |
| Guaraní          | Paraguay | 1991        |
| Sportivo Luqueño | Paraguay | 1992 - 1995 |

## Carrera
Torales hizo su debut profesional en el Sportivo Luqueño en 1976. Ingresó en Club Libertad en 1981 y jugó en el club hasta 1991. Pasó la temporada de 1992 con el Club Guaraní antes de regresar al Sportivo Luqueño, donde jugó hasta su retirada deportiva en 1995 a la edad de 39 años.